# Lottia argrantesta
Lottia argrantesta is een slakkensoort uit de familie van de Lottiidae. De wetenschappelijke naam van de soort is voor het eerst geldig gepubliceerd in 2003 door Simison & Lindberg.